# Leimen, Südwestpfalz
Leimen là một đô thị ở huyện Südwestpfalz trong bang Rhineland-Pfalz. Leimen nằm giữa các thành phố Kaiserslautern và Pirmasens, và nằm gần trung tâm Pfaelzerwald (rừng Palatinate).
Leimen được lập năm 1152.